# Olympische Winterspelen 1964
De IXe Olympische Winterspelen werden in 1964 gehouden in Innsbruck, Oostenrijk. Ook Calgary (Canada), Lahti (Finland) en Åre (Zweden) stelden zich kandidaat. De Spelen werden bedreigd door een gebrek aan sneeuw. Het Oostenrijkse leger werd ingezet om blokken sneeuw en ijs van hoger in de bergen naar beneden te brengen om de skipistes en de Bob- en rodelbaan in orde te krijgen.
Vlak voor de start van de Spelen kwamen tijdens trainingen op de olympische accommodaties de Britse rodelaar Kazimierz Skyszpeski en de Australische skiër Ross Milne om het leven.

## Hoogtepunten
- Voor het eerst tijdens de Olympische Winterspelen wordt de olympische vlam ontstoken in Olympia. Dit is sindsdien de traditie geworden.
- Op deze Winterspelen werd voor het eerst gebruikgemaakt van de computer, zodat de wedstrijduitslagen sneller konden worden bekendgemaakt.
- Lidija Skoblikova won bij de vrouwen alle vier de schaatsonderdelen. Haar totaal van zes olympische titels is nog steeds het grootste aantal voor vrouwelijke deelnemers op de Winterspelen.
- Eugenio Monti (Italië, bobsleeën) kreeg als eerste de Pierre de Coubertin-medaille voor sportiviteit uitgereikt. Monti had in de voorgaande jaren al acht keer goud gewonnen op wereldkampioenschappen in de twee- en de viermansbob. Het enige dat ontbrak aan zijn lange erelijst was een gouden olympische medaille. Op de Spelen van 1956 eindigde hij als tweede in zowel de tweemansbob als de viermansbob. Bij de Spelen in Squaw Valley stond het bobsleeën niet op het programma. Bij de spelen in Innsbruck moest het dus gebeuren. Na drie van de vier manches stond hij echter achter het verrassend sterke Britse team. Bij de Britten brak echter voor de beslissende vierde run een bout af. Aangezien zij geen reserve-exemplaar hadden leek het erop dat zij zich moesten terugtrekken. Monti aarzelde geen moment toen hij ervan hoorde en schroefde een bout van zijn eigen bob af. Hiermee wisten de Engelsen het olympische goud te pakken. Monti wist met zijn Italiaanse collega's slechts beslag te leggen op de bronzen plak.
- De gezusters Goitschel uit Frankrijk zetten bij het alpineskiën een unieke prestatie neer. De oudste, Christine, wint de slalom vóór haar zusje, Marielle. Twee dagen later zijn de rollen omgedraaid bij de reuzenslalom.

## Belgische prestaties
België werd op drie onderdelen vertegenwoordigd: alpineskiën, bobsleeën en schaatsen. Er werden geen medailles behaald.

## Nederlandse prestaties
- Tijdens de openingsceremonie werd het Nederlandse team (vijf mannen en één vrouw) voorafgegaan door Ard Schenk (schaatsen) die de vlag droeg.
- Voor het eerst bij de Winterspelen wist Nederland beslag te leggen op een gouden medaille. De gedoodverfde favoriet Sjoukje Dijkstra won overtuigend het kunstschaatsen.
- Het zilver voor Kees Verkerk op de 1500 meter (schaatsen) kwam als een verrassing, aangezien hij in internationale wedstrijden nog niet eerder van zich had laten horen.

### Nederlandse medailles
| Medaille   | Winnaar          | Onderdeel          |
| ---------- | ---------------- | ------------------ |
| Goud (1)   | Sjoukje Dijkstra | kunstrijden        |
| Zilver (1) | Kees Verkerk     | schaatsen, 1500 m. |

## Disciplines
Tijdens de Olympische Winterspelen van 1964 werd er gesport in zes takken van sport. In tien disciplines stonden 34 onderdelen op het programma. Het IJsstokschieten was een demonstratiesport.
| Olympische sport    | Discipline         | Onderdelen                | Onderdelen            | Onderdelen                        | Onderdelen                        |
| ------------------- | ------------------ | ------------------------- | --------------------- | --------------------------------- | --------------------------------- |
| Biatlon             | Biatlon            | 20 km (m)                 | 20 km (m)             | 20 km (m)                         | 20 km (m)                         |
| Bobsleeën           | Bobsleeën          | 2-mansbob (m)             | 4-mansbob (m)         | 4-mansbob (m)                     | 4-mansbob (m)                     |
| Rodelen             | Rodelen            | 1-persoons (m)            | 1-persoons (v)        | dubbel (open)                     | dubbel (open)                     |
| Schaatssport        | Kunstrijden        | mannen                    | vrouwen               | paren                             | paren                             |
| Schaatssport        | Schaatsen          | 500 m (m) 500 m (v)       | 1500 m (m) 1000 m (v) | 5000 m (m) 1500 m (v)             | 10.000 m (m) 3000 m (v)           |
| Skisport            | Alpineskiën        | afdaling (m) afdaling (v) | slalom (m) slalom (v) | reuzenslalom (m) reuzenslalom (v) | reuzenslalom (m) reuzenslalom (v) |
| Skisport            | Langlaufen         | 15 km (m) 5 km (v)        | 30 km (m) 10 km (v)   | 50 km (m)                         | 4x10 km (m) 3x5 km (v)            |
| Skisport            | Noordse combinatie | individueel (m)           | individueel (m)       | individueel (m)                   | individueel (m)                   |
| Skisport            | Schansspringen     | normale schans (m)        | normale schans (m)    | grote schans (m)                  | grote schans (m)                  |
| IJshockey           | IJshockey          | mannen                    | mannen                | mannen                            | mannen                            |
| Demonstratiesporten |                    |                           |                       |                                   |                                   |
| IJsstokschieten     | IJsstokschieten    | mannen                    | mannen                | mannen                            | mannen                            |

### Mutaties
| Sport          | Nieuw                       | Verdwenen (t.o.v. 1960) | Wijzigingen/Opmerkingen                                        |
| -------------- | --------------------------- | ----------------------- | -------------------------------------------------------------- |
| Bobsleeën      | 2-mansbob (m) 4-mansbob (m) |                         | Nieuw, terugkeer                                               |
| Langlaufen     | 5 kilometer (v)             |                         | Nu 7 onderdelen                                                |
| Rodelen        | mannen vrouwen dubbel       |                         | Nieuw, debuut                                                  |
| Schansspringen | grote schans (m)            |                         | schansspringen van anders wordt normale schans Nu 2 onderdelen |
|                | 7                           | 0                       | 1                                                              |

## Medaillespiegel
Er werden 104 medailles uitgereikt. Het IOC stelt officieel geen medailleklassement op, maar geeft desondanks een medailletabel ter informatie. In het klassement wordt eerst gekeken naar het aantal gouden medailles, vervolgens de zilveren medailles en tot slot de bronzen medailles.
In de volgende tabel staat de top-10 en het Belgische en Nederlandse resultaat. Het gastland heeft een blauwe achtergrond en het grootste aantal medailles in elke categorie is vetgedrukt.
Zie de medaillespiegel van de Olympische Winterspelen 1964 voor de volledige weergave.
| Plaats | Land               | NOC | Goud | Zilver | Brons | Totaal |
| ------ | ------------------ | --- | ---- | ------ | ----- | ------ |
| 1      | Sovjet-Unie        | URS | 11   | 8      | 6     | 25     |
| 2      | Oostenrijk         | AUT | 4    | 5      | 3     | 12     |
| 3      | Noorwegen          | NOR | 3    | 6      | 6     | 15     |
| 4      | Finland            | FIN | 3    | 4      | 3     | 10     |
| 5      | Frankrijk          | FRA | 3    | 4      | 0     | 7      |
| 6      | Duits eenheidsteam | EUA | 3    | 3      | 3     | 9      |
| 7      | Zweden             | SWE | 3    | 3      | 1     | 7      |
| 8      | Verenigde Staten   | USA | 1    | 2      | 4     | 7      |
| 9      | Canada             | CAN | 1    | 1      | 1     | 3      |
| 10     | Nederland          | NED | 1    | 1      | 0     | 2      |

## Deelnemende landen
Zesendertig landen namen deel aan de Spelen. Drie landen debuteerden: India, Mongolië en Noord-Korea. Oost- en West-Duitsland deden als een verenigd team mee.